# Grand Prix Velké Británie 2020
Grand Prix Velké Británie 2020 (oficiálně Formula 1 Pirelli British Grand Prix 2020) se jela na okruhu Silverstone v Silverstonu ve Velké Británii dne 2. srpna 2020. Závod byl čtvrtým v pořadí v sezóně 2020 šampionátu Formule 1.

## Kvalifikace
| Poř.                       | No. | Jezdec             | Konstruktér               | Časy v kvalifikaci | Časy v kvalifikaci | Časy v kvalifikaci | Pořadí na startu |
| Poř.                       | No. | Jezdec             | Konstruktér               | Q1                 | Q2                 | Q3                 | Pořadí na startu |
| -------------------------- | --- | ------------------ | ------------------------- | ------------------ | ------------------ | ------------------ | ---------------- |
| 1                          | 44  | Lewis Hamilton     | Mercedes                  | 1:25.900           | 1:25.347           | 1:24.303           | 1                |
| 2                          | 77  | Valtteri Bottas    | Mercedes                  | 1:25.801           | 1:25.015           | 1:24.616           | 2                |
| 3                          | 33  | Max Verstappen     | Red Bull Racing-Honda     | 1:26.115           | 1:26.144           | 1:25.325           | 3                |
| 4                          | 16  | Charles Leclerc    | Ferrari                   | 1:26.550           | 1:26.203           | 1:25.427           | 4                |
| 5                          | 4   | Lando Norris       | McLaren-Renault           | 1:26.855           | 1:26.420           | 1:25.782           | 5                |
| 6                          | 18  | Lance Stroll       | Racing Point-BWT Mercedes | 1:26.243           | 1:26.501           | 1:25.839           | 6                |
| 7                          | 55  | Carlos Sainz Jr.   | McLaren-Renault           | 1:26.715           | 1:26.149           | 1:25.965           | 7                |
| 8                          | 3   | Daniel Ricciardo   | Renault                   | 1:26.677           | 1:26.339           | 1:26.009           | 8                |
| 9                          | 31  | Esteban Ocon       | Renault                   | 1:26.396           | 1:26.252           | 1:26.209           | 9                |
| 10                         | 5   | Sebastian Vettel   | Ferrari                   | 1:26.469           | 1:26.455           | 1:26.339           | 10               |
| 11                         | 10  | Pierre Gasly       | AlphaTauri-Honda          | 1:26.343           | 1:26.501           |                    | 11               |
| 12                         | 23  | Alexander Albon    | Red Bull Racing-Honda     | 1:26.565           | 1:26.545           |                    | 12               |
| 13                         | 27  | Nico Hülkenberg    | Racing Point-BWT Mercedes | 1:26.327           | 1:26.566           |                    | 13               |
| 14                         | 26  | Daniil Kvjat       | AlphaTauri-Honda          | 1:26.774           | 1:26.744           |                    | 19               |
| 15                         | 63  | George Russell     | Williams-Mercedes         | 1:26.732           | 1:27.092           |                    | 20               |
| 16                         | 20  | Kevin Magnussen    | Haas-Ferrari              | 1:27.158           |                    |                    | 14               |
| 17                         | 99  | Antonio Giovinazzi | Alfa Romeo Racing-Ferrari | 1:27.164           |                    |                    | 15               |
| 18                         | 7   | Kimi Räikkönen     | Alfa Romeo Racing-Ferrari | 1:27.366           |                    |                    | 16               |
| 19                         | 8   | Romain Grosjean    | Haas-Ferrari              | 1:27.643           |                    |                    | 17               |
| 20                         | 6   | Nicholas Latifi    | Williams-Mercedes         | 1:27.705           |                    |                    | 18               |
| 107% času vítěze: 1:31.807 |     |                    |                           |                    |                    |                    |                  |
| Zdroj:                     |     |                    |                           |                    |                    |                    |                  |

Poznámky
1. ↑  Daniil Kvjat obdržel trest posunu o 5 míst vzad za neplánovanou výměnu převodovky.
2. ↑  George Russell obdržel trest posunu o 5 míst vzad za ignorování žlutých vlajek v kvalifikaci.

## Závod
| Poř.                                                                             | No. | Jezdec             | Konstruktér               | Počet kol | Čas/Odstoupení   | Pořadí na startu | Body |
| -------------------------------------------------------------------------------- | --- | ------------------ | ------------------------- | --------- | ---------------- | ---------------- | ---- |
| 1                                                                                | 44  | Lewis Hamilton     | Mercedes                  | 52        | 1:28:01.283      | 1                | 25   |
| 2                                                                                | 33  | Max Verstappen     | Red Bull Racing-Honda     | 52        | +5.856           | 3                | 19   |
| 3                                                                                | 16  | Charles Leclerc    | Ferrari                   | 52        | +18.474          | 4                | 15   |
| 4                                                                                | 3   | Daniel Ricciardo   | Renault                   | 52        | +19.650          | 8                | 12   |
| 5                                                                                | 4   | Lando Norris       | McLaren-Renault           | 52        | +22.277          | 5                | 10   |
| 6                                                                                | 31  | Esteban Ocon       | Renault                   | 52        | +26.937          | 9                | 8    |
| 7                                                                                | 10  | Pierre Gasly       | AlphaTauri-Honda          | 52        | +31.188          | 11               | 6    |
| 8                                                                                | 23  | Alexander Albon    | Red Bull Racing-Honda     | 52        | +32.670          | 12               | 4    |
| 9                                                                                | 18  | Lance Stroll       | Racing Point-BWT Mercedes | 52        | +37.311          | 6                | 2    |
| 10                                                                               | 5   | Sebastian Vettel   | Ferrari                   | 52        | +41.857          | 10               | 1    |
| 11                                                                               | 77  | Valtteri Bottas    | Mercedes                  | 52        | +42.167          | 2                |      |
| 12                                                                               | 63  | George Russell     | Williams-Mercedes         | 52        | +52.004          | 20               |      |
| 13                                                                               | 55  | Carlos Sainz Jr.   | McLaren-Renault           | 52        | +53.370          | 7                |      |
| 14                                                                               | 99  | Antonio Giovinazzi | Alfa Romeo Racing-Ferrari | 52        | +54.205<         | 15               |      |
| 15                                                                               | 6   | Nicholas Latifi    | Williams-Mercedes         | 52        | +54.549          | 18               |      |
| 16                                                                               | 8   | Romain Grosjean    | Haas-Ferrari              | 52        | +55.050          | 17               |      |
| 17                                                                               | 7   | Kimi Räikkönen     | Alfa Romeo Racing-Ferrari | 51        | +1 kolo          | 16               |      |
| Ret                                                                              | 26  | Daniil Kvjat       | AlphaTauri-Honda          | 11        | Nehoda           | 19               |      |
| Ret                                                                              | 20  | Kevin Magnussen    | Haas-Ferrari              | 1         | Kolize           | 14               |      |
| DNS                                                                              | 27  | Nico Hülkenberg    | Racing Point-BWT Mercedes | 0         | Pohonná jednotka | —                |      |
| Nejrychlejší kolo: Max Verstappen (Red Bull Racing-Honda) – 1:27.097 (v kole 52) |     |                    |                           |           |                  |                  |      |
| Zdroj:                                                                           |     |                    |                           |           |                  |                  |      |

Poznámky
1. ↑  Max Verstappen získal jeden bod za zajetí nejrychlejšího kola.
2. ↑  Antonio Giovinazzi obdržel trest přičtení 5 sekund k času v cíli za překročení rychlosti za safety carem.
3. ↑  Nico Hülkenberg do závodu vůbec nenastoupil kvůli problémům s pohonnou jednotkou.

## Průběžné pořadí po závodě
Pohár jezdců
|        | Pořadí | Jezdec          | Body |
| ------ | ------ | --------------- | ---- |
|        | 1      | Lewis Hamilton  | 88   |
|        | 2      | Valtteri Bottas | 58   |
|        | 3      | Max Verstappen  | 52   |
|        | 4      | Lando Norris    | 36   |
| 3      | 5      | Charles Leclerc | 33   |
| Zdroj: |        |                 |      |

Pohár konstruktérů
|        | Pořadí | Konstruktér           | Body |
| ------ | ------ | --------------------- | ---- |
|        | 1      | Mercedes              | 146  |
|        | 2      | Red Bull-Honda        | 78   |
|        | 3      | McLaren-Renault       | 51   |
| 1      | 4      | Ferrari               | 43   |
| 1      | 5      | Racing Point-Mercedes | 42   |
| Zdroj: |        |                       |      |